# 東方神起 Bigeastation
東方神起 Bigeastation （とうほうしんき・ビギステーション）は、JFN系列 （JAPAN FM NETWORK制作）の全国21局をネットして、放送されていたラジオ番組である。
2007年4月1日から2009年12月まで、毎週約30分放送であった。2年9か月間144回で終了した。
ボーカルグループの東方神起にとっては初めての冠番組で、ラジオパーソナリティを務めていた。Bigeastation とは、自身の日本ファンクラブ(Bigeast)と駅(station)をかけた造語である。

## 出演
- 東方神起
- ユンホ［ユノ］、チャンミン［マックス］、ジェジュン［ヒーロー］、ユチョン［ミッキー］、ジュンス［シア］
- 5人メンバー中3人が交代で出演し、1人がDJを担当する。

## ネット局・放送時間
- JFN系列、放送時間(JST)。

| ラジオ放送局       | 局の別名       | 放送対象地域   | 曜日   | 時間          | 備考 |
| ------------------ | -------------- | -------------- | ------ | ------------- | ---- |
| エフエム青森       | FM青森         | 青森県         | 木曜日 | 20:30 - 20:55 |      |
| エフエム岩手       | FM岩手         | 岩手県         | 木曜日 | 21:00 - 21:30 |      |
| エフエム秋田       | FM秋田         | 秋田県         | 日曜日 | 21:00 - 21:30 |      |
| エフエム山形       | Boy-FM         | 山形県         | 月曜日 | 20:30 - 20:55 |      |
| エフエム福島       | ふくしまFM     | 福島県         | 日曜日 | 21:30 - 22:00 |      |
| エフエム群馬       | FMぐんま       | 群馬県         | 月曜日 | 20:30 - 21:00 |      |
| エフエム栃木       | RADIO BERRY    | 栃木県         | 木曜日 | 20:00 - 20:30 |      |
| エフエムラジオ新潟 | FM-NIIGATA     | 新潟県         | 日曜日 | 18:00 - 18:30 |      |
| 富山エフエム放送   | FMとやま       | 富山県         | 土曜日 | 20:00 - 20:30 |      |
| エフエム石川       | HELLO FIVE     | 石川県         | 金曜日 | 20:30 - 20:55 |      |
| 福井エフエム放送   | FM福井         | 福井県         | 日曜日 | 18:00 - 18:30 |      |
| 岐阜エフエム放送   | Radio 80       | 岐阜県         | 金曜日 | 21:00 - 21:30 |      |
| 三重エフエム放送   | radio3         | 三重県         | 火曜日 | 20:30 - 20:55 |      |
| エフエム滋賀       | e-radio        | 滋賀県         | 木曜日 | 21:00 - 21:30 |      |
| エフエム山陰       | V-air          | 島根県・鳥取県 | 月曜日 | 21:30 - 21:55 |      |
| エフエム山口       | FM山口         | 山口県         | 日曜日 | 22:30 - 23:00 |      |
| エフエム高知       | Hi-Six         | 高知県         | 日曜日 | 22:00 - 22:30 |      |
| エフエム大分       | Air-Radio FM88 | 大分県         | 水曜日 | 21:00 - 21:30 |      |
| エフエム宮崎       | JOY FM         | 宮崎県         | 木曜日 | 20:00 - 20:30 |      |
| エフエム愛知       | FM AICHI 807   | 愛知県         | 土曜日 | 20:30 - 20:55 |      |
| 広島エフエム放送   | 広島FM         | 広島県         | 日曜日 | 20:30 - 20:55 |      |

- 2009年3月現在

## 番組の内容
- 「とー、とー、とー、とー、とーーほーしんき、ビギステーション!!」という5人のコーラスでスタートする。

### 主なコーナー
東方見聞録
メンバーが好きな音楽など、いろいろなことを紹介する。
韓国語でなんてユノ?
「韓国語でこれって何て言うの? 」という質問メールに答える韓国語講座。
東方心理
心理テストを募集し、それにメンバーが回答する。
答えてほし～の!!
質問や相談ごとなどにメンバーが答える。
恋愛 シチュエーション -Lovin' You-
短いラジオドラマを募集している。メンバーがいろいろな恋愛のシチュエーションを演じる。(女性役もメンバーが担当)

### 備考
- メンバーがよく言っている「ティー、オー、エイチ、オー」とは、グループ名の東方がローマ字でTOHOであり、また番組のウェブサイトのURIのTOHOからきているものである。
- 番組内では音楽を3曲流している。
- 『Bigeastation』番組公式サイト内の「ウェブラジオ」(Web Radio)にて、放送内容の一部を聴くことができる。
- 2009年2月中に100回の放送をむかえた。
- 2009年12月に144回で最終回となり、ユチョンは「ビギステーションは心にある駅」と発言、ジェジュンの「ほんと幸せでした…（省略）…また、どこかでお逢いしましょう」という言葉で締められた。

## 企画
- ”癒し3部作”限定グッズを予約受付販売した。 （ ）…メンバーがアイデアを出しデザインしたもの。

1. Bigeastation グッズ『ティーセット』
2. Bigeastation 1周年記念グッズ『お風呂グッズセット』（絵柄つきのグッズ） - 2008年4月
3. Bigeastation 2周年記念グッズ『アロマキャンドルセット』（シルエットグラス） - 2009年4月